# Barleria arnottiana
Barleria arnottiana là một loài thực vật có hoa trong họ Ô rô. Loài này được Nees mô tả khoa học đầu tiên năm 1837.